# Synagoge Newe Schalom (Altona)

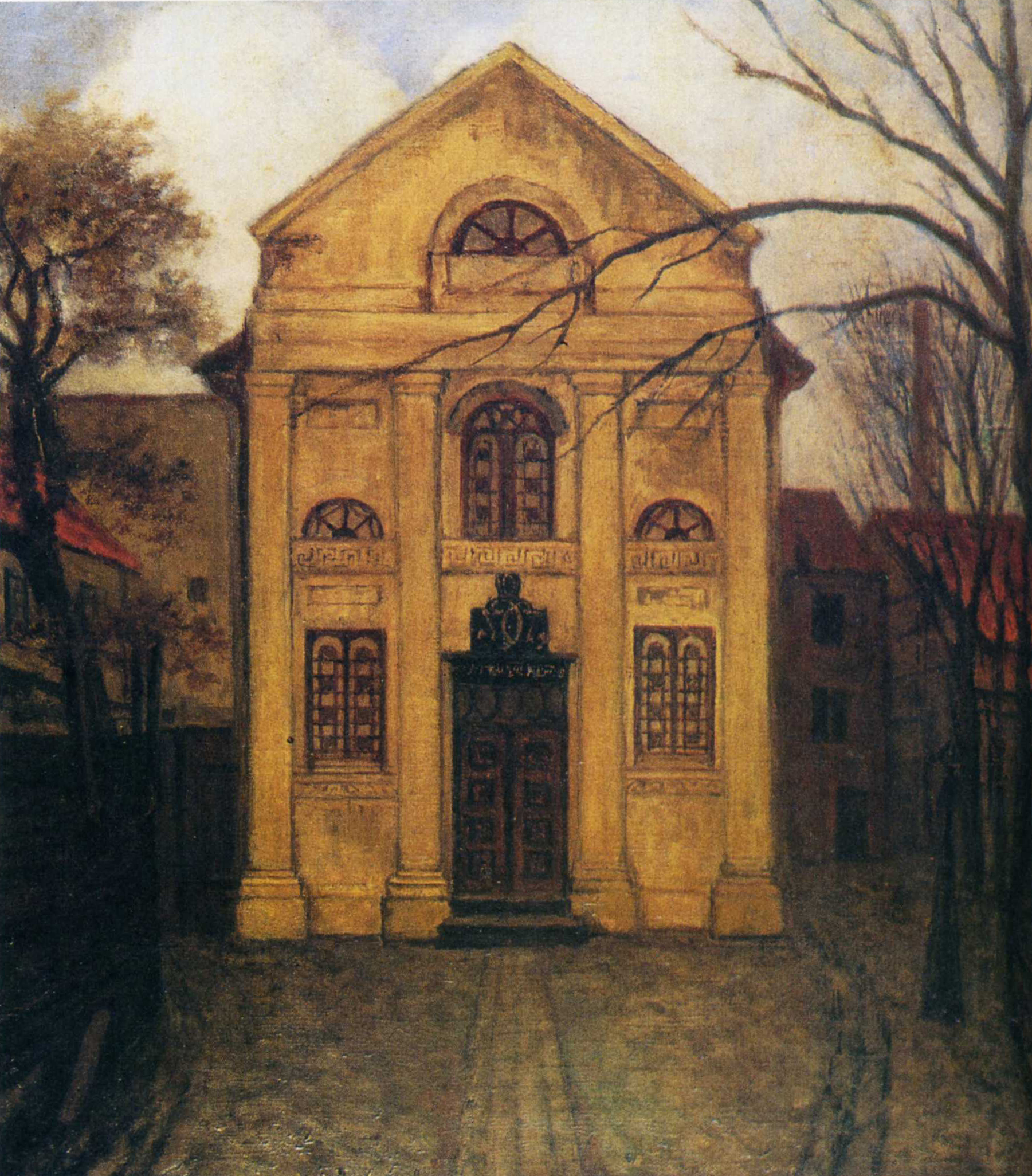
Die Synagoge Newe Schalom, Ölgemälde von Martin Peter Georg Feddersen (1849–1930)

Die Synagoge Newe Schalom in Altona, einer ehemaligen Stadt und heutigem Bezirk von Hamburg, wurde 1770/71 errichtet. Die Synagoge stand in einem Hof der Bäckerstraße, der heutigen Hoheschulstraße.

## Geschichte und Beschreibung
Im Jahr 1770, als 18 jüdische Familien in Altona lebten, bewilligte der dänische König Christian VII. einen Synagogenbau. Er befreite das Synagogengebäude und das Haus des Synagogendieners von allen Abgaben.
Der kleine Fachwerkbau auf rechteckigem Grundriss (12,20 Meter lang und 7,35 Meter breit) mit vorgesetzter Steinfassade und Pilastergliederung hatte über dem Eingang einen Schmuckstein mit dem Spiegelmonogramm des Königs Christian VII., der sich heute im Altonaer Museum befindet. Der Innenraum wurde von einem flachen Tonnengewölbe abgeschlossen. Auf einer dreiseitig umlaufenden, von vier Stützen getragenen und vergitterten Empore waren die Frauenplätze. Der Aufgang zur Frauenempore war über ein im Osten bestehendes Treppenhaus möglich, das über einen eigenen Eingang verfügte.
Die sephardische Gemeinde in Altona wurde 1887 offiziell aufgelöst. Im Jahr 1882 war die Synagoge bereits geschlossen worden, da es keine sephardischen Juden mehr in Altona gab. Die Synagoge diente danach als Wintersynagoge der aschkenasischen Hochdeutschen Israeliten-Gemeinde.
Die Synagoge musste 1940 an die Stadt verkauft werden, im gleichen Jahr wurde das Gebäude abgerissen. Heute ist das Grundstück mit Mehrfamilienhäusern bebaut.